# Pittsburg State University

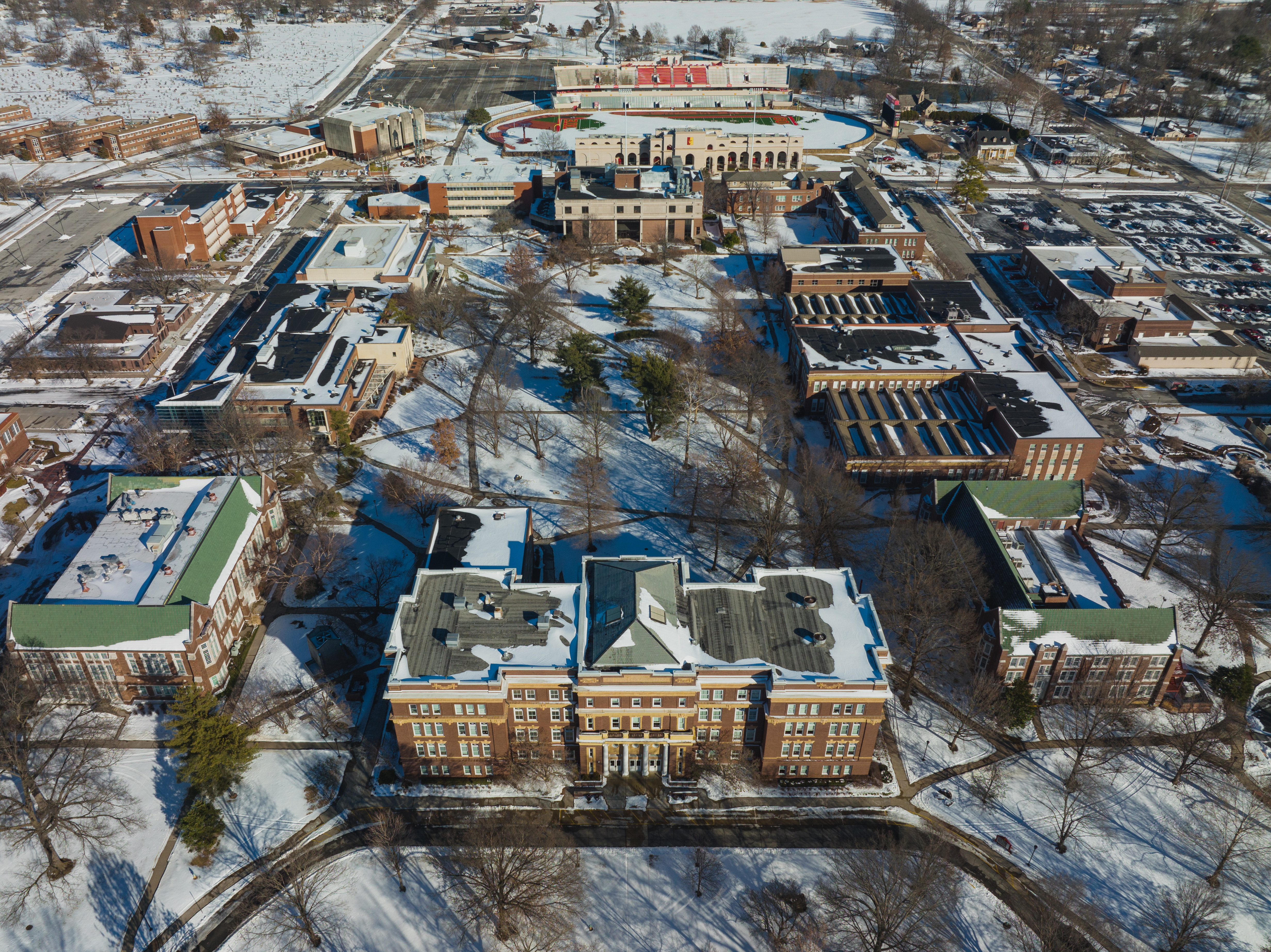
Pittsburg State University (2022)

Die Pittsburg State University (auch PSU oder Pitt State genannt) ist eine staatliche Universität in Pittsburg im Bundesstaat der Vereinigten Staaten Kansas. 2017 waren etwa 6.900 Studenten eingeschrieben.

## Geschichte
Die Hochschule wurde 1903 als Auxiliary Manual Training Normal School gegründet. Nach mehreren Namensänderungen erhielt sie ihren heutigen Namen 1977.

## Sport
Die Sportteams der Pitt State sind die Gorillas. Die Hochschule ist Mitglied in der Mid-America Intercollegiate Athletic Association.

## Persönlichkeiten
- Gary Busey (* 1944), Schauspieler
- John Brown (* 1990), American-Football-Spieler
- Jennifer Knapp (* 1974), Musikerin
- Brian Moorman (* 1976), American-Football-Spieler
- Lee Scott (* 1949), Manager
- James Tate (1943–2015), Dichter und Hochschullehrer